# La Iglesia de Jesucristo de los Santos de los Últimos Días en Chipre

Localización de Chipre.

Un grupo de SUD fue organizado en Chipre en 1962 por miembros de familias que servían al Gobierno. El grupo, también llamado la rama de Nicosia, se disolvió en 1969, reorganizándose en 1971, disuelto temporalmente en 1980 y reorganizado más tarde. En 1993, año en el cual Joseph B. Wirthlin dedicó la isla para predicar el Evangelio restaurado, había 26 miembros mientras que en la actualidad las estadísticas indican la presencia de 303 miembros.
El 30 de septiembre de 2007 se formó el Distrito de Nicosia Chipre bajo la dirección del Presidente de la Misión Grecia Atenas, John Galanos.
Este distrito está formado por cuatro ramas, localizadas en Nicosia, Lárnaca, Limassol y Pafos.